# Ньюберрі (Флорида)
Ньюберрі (англ. Newberry) — місто (англ. city) в США, в окрузі Алачуа штату Флорида. Населення — 7342 особи (2020).

## Географія
Ньюберрі розташоване за координатами 29°37′56″ пн. ш. 82°35′24″ зх. д. / 29.63222° пн. ш. 82.59000° зх. д. (29.632154, -82.589957).  За даними Бюро перепису населення США в 2010 році місто мало площу 141,31 км², з яких 138,58 км² — суходіл та 2,72 км² — водойми.

## Демографія
Згідно з переписом 2010 року, у місті мешкало 4950 осіб у 1884 домогосподарствах у складі 1383 родин. Густота населення становила 35 осіб/км².  Було 2068 помешкань (15/км²).
Расовий склад населення:
| - 79,6 % — білих - 14,4 % — чорних або афроамериканців - 1,4 % — азіатів - 0,2 % — корінних американців - 2,0 % — осіб інших рас |

До двох чи більше рас належало 2,3 %. Частка іспаномовних становила 7,2 % від усіх жителів.
За віковим діапазоном населення розподілялося таким чином: 25,8 % — особи молодші 18 років, 63,1 % — особи у віці 18—64 років, 11,1 % — особи у віці 65 років та старші. Медіана віку мешканця становила 36,5 року. На 100 осіб жіночої статі у місті припадало 90,3 чоловіків;  на 100 жінок у віці від 18 років та старших — 87,2 чоловіків також старших 18 років.
Середній дохід на одне домашнє господарство  становив 69 850 доларів США (медіана — 59 801), а середній дохід на одну сім'ю — 72 121 долар (медіана — 62 839). За межею бідності перебувало 14,9 % осіб, у тому числі 25,8 % дітей у віці до 18 років та 5,8 % осіб у віці 65 років та старших.
Цивільне працевлаштоване населення становило 2708 осіб. Основні галузі зайнятості: освіта, охорона здоров'я та соціальна допомога — 36,0 %, науковці, спеціалісти, менеджери — 12,8 %, мистецтво, розваги та відпочинок — 9,2 %, публічна адміністрація — 8,5 %.